# Hypena brunnea
Hypena brunnea là một loài bướm đêm trong họ Erebidae.